# Октябрьское (Багратионовский район)
Октябрьское — поселок в Багратионовском районе Калининградской области. Входит в состав Пограничного сельского поселения.

## История
На территории современного поселка Октябрьское существовало два населенных пункта: Варгиттен и Патранкен. Первое упоминание о Варгиттене относится к 1407 году.
В 1947 году Варгиттен и Моррен были переименованы в поселок Октябрьское, Патранкен — в поселок Красноармейское, который в 1992 году был присоединен к поселку Октябрьскому.

## Население
| 2002 | 2010 |
| ---- | ---- |
| 7    | ↘1   |